# Кусса, Пауль
Его Высокопреосвященство Пауль Кусса (англ. Paul Coussa, 9 сентября 1917, Халеб, Сирия — 7 июля 2012) — католический прелат, архиепископ багдадский Армянской католической церкви.

## Биография
Пауль Кусса родился 9 сентября 1917 года в городе Халеб, Сирия. 17 апреля 1941 года был рукоположён в священника.
26 августа 1969 года Римский папа Павел VI назначил Пауля Кусса титулярным архиепископом Колонии Армянской и вспомогательным епископом антиохийской епархии Сирийской католической церкви. 21 декабря 1969 года Пауль Кусса был рукоположён в епископа.
27 июня 1983 года Пауль Куса был назначен архиепископом багдадской архиепархии Армянской католической церкви.
13 октября 2001 года Пауль Кусса ушёл на пенсию.